# Hur ljuvligt att få vara
Hur ljuvligt att få vara är en sång med text från 1905 av Linnea Hofgren och musik från 1924 av Axel Olovson. Texten bearbetades 1985 av Kerstin Lundin.

## Publicerad i
- Psalmer och Sånger 1987 som nr 677 under rubriken "Att leva av tro - Efterföljd - helgelse".[2]
- Segertoner 1988 som nr 602 under rubriken "Efterföljd – helgelse".[1]